# 小行星2403
小行星2403（2403 Sumava）是一颗围绕太阳公转的小行星。1979年9月25日，安東寧·姆爾科斯在克列特发现了此天体。
該小行星以捷克的舒馬瓦山命名。
这颗小行星的绝对星等为39.74436550145842等。